# Roy Cochran
Pour les articles homonymes, voir Cochran.
LeRoy Braxton "Roy" Cochran, né le 6 janvier 1919 à Richton (Mississippi) et mort le 28 septembre 1981 à Gig Harbor (Washington), est un athlète américain qui remporta deux titres olympiques en 1948.

## Carrière
Roy Cochran est initié à l'athlétisme par son frère Commodore Cochran, champion olympique du relais 4 × 400 m lors des Jeux olympiques d'été de 1924. En 1939, entraîné désormais par son aîné, il devient champion AAU sur 400 m haies. Il est sélectionné pour les Jeux olympiques d'été de 1940, mais ces derniers sont annulés en raison de la Seconde Guerre mondiale.
Après l'entrée en guerre des États-Unis, Roy Cochran s'engage dans la marine. lieutenant en 1942, il établit un nouveau record du monde sur 440 yard haies en 52,2 sec. Cette performance était plus faible que le record du 400 m haies mais montrait quand même que Cochran faisait partie des meilleurs hurdlers pendant la guerre.
À la fin de la guerre, Cochran se prépare pour les Jeux olympiques d'été de 1948. À Londres, Il remporte le titre du 400 m haies avec un temps de 51,1 sec, et devance de 7 dixièmes de seconde Duncan White de Ceylan. Avec le relais 4 × 400 m, il remporte une deuxième médaille d'or avec quatre secondes d'avance sur le relais français alors que le principal concurrent, la Jamaïque est contrainte à l'abandon à la suite de la blessure de son troisième relayeur. Il succède 24 ans plus tard à son frère, champion olympique dans la même discipline.
Il est élu au Temple de la renommée de l'athlétisme des États-Unis en 2010.

## Palmarès

### Jeux olympiques
- Jeux olympiques d'été de 1948 à Londres :
  -  Médaille d'or sur 400 m haies
  -  Médaille d'or en relais 4 × 400 m